# 안중근, 아베를 쏴
안중근, 아베를 쏴는 한국 소설이다.

## 내용
한국에서 굉장히 인기의 소설이다.
2014년에 간행되었다. 이 시점의 일본 총리 대신을 쏘는 내용.
이 소설에서는 일본의 총리대신은 죽지 않지만 일본의 총리대신은 반성해 정치가를 그만둔다.
일본 총리 대신은 협의를 하기 위해 중국에 간다. 그때 쏠렸다.
1. ↑  “荒唐無稽、安倍首相の暗殺小説が韓国で大人気 韓国の英雄、安重根が現代に蘇り、スナイパーに” (일본어). 2014년 8월 25일. 2025년 7월 29일에 확인함.
2. ↑  China, Record. “韓国で衝撃の小説「安重根、安倍を撃つ」が発刊＝韓国ネット「暴走する安倍への戒め」「親日派も懲らしめて」”. 《Record China》 (일본어). 2025년 7월 29일에 확인함.
3. ↑  “【1ページ目】今、韓国で人気の「安倍首相暗殺小説」の中身” (일본어). 2014년 8월 24일. 2025년 7월 29일에 확인함.
4. ↑  “韓国で発売「安倍首相暗殺」を予言するトンデモ反日小説の中身” (일본어). 2018년 2월 8일. 2025년 7월 29일에 확인함.